# Manchester Uniteds historie (2013-)
 For alternative betydninger, se Manchester Uniteds historie. (Se også artikler, som begynder med Manchester Uniteds historie)
Manchester Uniteds historie (2013-) dækker over perioden fra David Moyes' ansættelse efter Sir Alex Fergusons karrierestop og frem.

## David Moyes' ansættelse
David Moyes blev ansat pr. 1. juli 2013. United tabte deres første kamp med Moyes som manager med 1-0 over Singha All Stars. Generelt var deres pre-season til sæsonen 2013-14 meget dårlig, med kun to sejre i syv kampe. Den første spiller, som David Moyes hentede, var Guillermo Varela. United vandt dog FA Community Shield, efter en 2-0 sejr over Wigan Athletic F.C. d. 11. august 2013. 
1. ↑  Singha All Star XI vs Manchester United - Official Manchester United Website
2. ↑  manutd.com: Reds complete Varela deal. Hentet 24. oktober 2013.
3. ↑  bbc.co.uk: Robin van Persie ensured the David Moyes era at Manchester United began with a trophy as Wigan were beaten in the FA Community Shield at Wembley. Hentet 24. oktober 2013.